# 8556 Jana
A 8556 Jana (ideiglenes jelöléssel 1995 NB) a Naprendszer kisbolygóövében található aszteroida. Zdeněk Moravec fedezte fel 1995. július 7-én.